# Княжий провулок (Кременчук)
Провулок Княжий — один з провулків Кременчука. Протяжність близько 550 метрів. До декомунізації мав назву Олега Кошового.

## Опис та Розташування
Провулок розташований у нагірній частині міста паралельно вулиці Київській. Починається від 2-о Піщаного тупика та прямує на північний захід, де входить у вулицю Вадима Пугачова.

## Будівлі та об'єкти
Провулок проходить спальним районом міста. Забудова переважно багатоповерхова кінця XX — початку XXI століття. Приватна забудова на початку провулку більш давня.
- Буд. № 3 — ліцей № 30[1]
- Буд. № 5а — школа № 28[2]
- Буд.№ 14а-ТОВ «Будтехком»